# نجات (آلبوم)
| بررسی انتقادی | بررسی انتقادی |
| منبع          | رتبه‌بندی      |
| ------------- | ------------- |
| آل‌میوزیک      | [ ۱ ]         |

نجات' (به انگلیسی: Deliverance) ششمین آلبوم گروه موسیقی سوئدی،اپث، است؛ این آلبوم در سال ۲۰۰۲ منتشر شد.

## درباره
مراحل ضبط آلبوم در یک زمان مشابه با آلبوم نفرین‌شدگی مابین ژوئیه تا سپتامبر ۲۰۰۲ انجام شد. گروه در نظر داشت که این دو آلبوم را در قالب یک آلبوم دو دیسکه منتشر کند اما سرانجام ناشر گروه تصمیم گرفت که به صورت جداگانه و با فاصله‌ای تقریباً پنج‌ماهه این دو را منتشر کند.
رهایی یکی از هوی‌ترین آلبوم‌های گروه در نظر گرفته می‌شود، درحالیکه در آلبوم نفرین‌شدگی گروه تمرکزش را بر روی ترانه‌های پراگرسیو راک معطوف کرد.

اپث پس از انتشار این آلبوم؛ جایزه گرمی بهترین اجرای هارد راک را در کشور سوئد بدست آورد.

## فهرست ترانه‌ها
1. «Wreath» (آکرفلدت)
2. «Deliverance» (آکرفلدت)
3. «A Fair Judgement» (آکرفلدت)
4. «For Absent Friends» (آکرفلدت)
5. «Master's Apprentices» (آکرفلدت)
6. «By the Pain I See in Others» (آکرفلدت)